# Трінкадейра

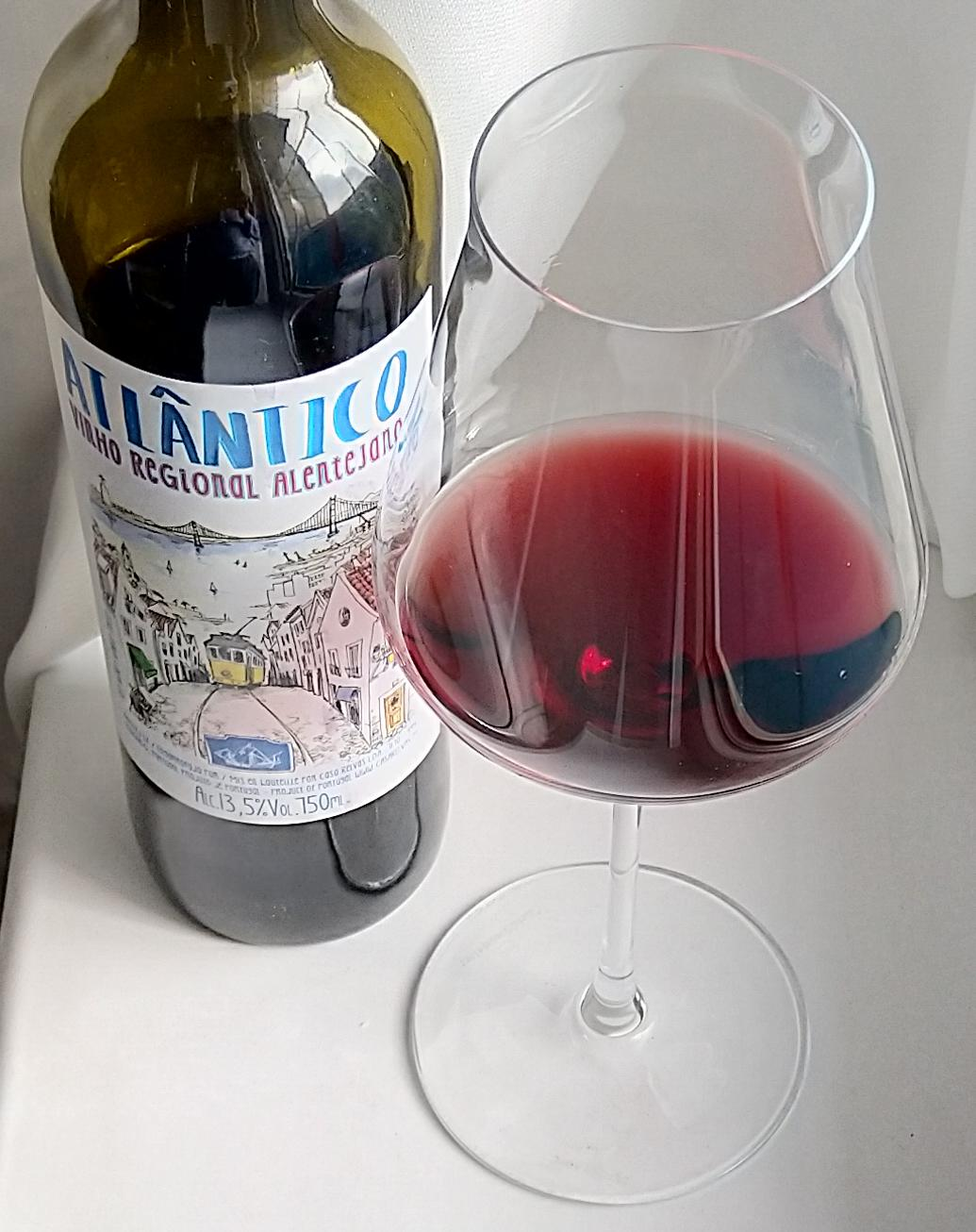
Купажне вино з темпранільйо, трінкадейра, Алікант Буше

Трінкадейра (порт. Trincadeira) або тінта амарела (порт. Tinta Amarela) — португальський технічний сорт червоного винограду. 
Трінкадейра - це виноград з пурпуровою шкіркою, який використовується для виробництва портвейну та інших португальських червоних вин. Хоча Тінта Амарела - це офіційна назва сорту, він більш відомий як "Трінкадейра", під якою його продають у численних сортових сухих червоних винах.

## Розповсюдження
Сорт розповсюджений у Португалії (регіони Дору, Дау, Алентежу) 87%, Південній Африці 8%, США 3%, Австралії 1% та Іспанії 0,41%.

## Вирощування
Виноград Трінкадейра, як відомо, дуже складний у вирощуванні. Його ягоди дуже схильні до гниття; це особливо важливо на атлантичному узбережжі Португалії, де з приходом осені дмуть холодні, вологі океанські вітри.
За умови сприятливої погоди та безперешкодного вегетаційного періоду, лози Трінкадейра не менш складно збирати, коли справа доходить до збору врожаю. Ягоди досягають оптимальної стиглості протягом дуже короткого часу, тому період збору становить лише кілька днів.
Якщо зібрати ягоди занадто рано, то урожай буде м'яким і з недостатнім смаком. Запізнілий збір призведе до отримання перезрілого врожаю варених, надмірно джемоподібних ягід, яким бракує кислотності. Як наслідок, Трінкадейра занепадає на виноградниках Португалії, оскільки виноградарі шукають менш трудомісткі сорти.
Незважаючи на очевидні труднощі, які він створює на винограднику, Трінкадейра може бути дуже корисною лозою для вирощування. У правильних умовах вона дає хороші врожаї насичено забарвлених, з багатим смаком плодів.

## Характеристики сорту
Сорт середньопізнього строку дозрівання. Лист великий, глибоко розсічений, п'ятилопатевий. Черешкова виїмка закрита. Нижня поверхня листа вкрита опушенням. Гроно середнє або велике, конічне або циліндричне, щільне. Ягода середня або велика, округла темно-синя. Шкірочка товста. М'якоть соковита, світла, гармонійного смаку. Сила росту кущів велика. Сорт чутливий до гниття.

## Характеристики вина
Сорт є дуже важливим для виробництва портвейну. Також з нього виробляють сухе червоне купажне вино. Такі вина характеризуються смаком та ароматом червоних фруктів, відчутними але м'якими танінами та порівняно високою кислотністю.
У молодості вина з Трінкадейра мають трав'янистий аромат, часто доповнений темними нотами, схожими на чорний чай. З віком з'являються терпкі аромати ожини. Сорт має велику кількість танінів, які покращуються з роками витримки в пляшці.

## Синоніми
Трінкадейра, Еспадейро, Рабо де Овелья Тінто, Крато Прето, Муртейра, Мортагуа, Португальський Мальбек.

## Гастропоєднання[2]
Тушкована свинина з розмарином та лимоном
Телячі відбивні з цитрусовими та манговою сальсою
Традиційний корнуельський паштет